# Mákófalva
Mákófalva (románul Macău) falu Romániában Kolozs megyében.

## Fekvése
Mákófalva a Hasznos patakkal párhuzamosan, Nádasdaróc (románul Dorolțu) és Magyargorbó (románul Gârbău) között fekszik a Nádas völgyében, Kolozsvártól 25 km-re. 

## Története
Mákófalva nevét 1256-ban említette először oklevél Mákó alakban, személynévként (Makariosz: boldog.
Később 1299-ben p. Mako, riv. Makobykepataka formában tűnt fel újból, Bogárteleke határosaként, mint az erdélyi püspök birtoka (Gy 3: 362).
További névváltozatai: 1339-ben fl. Makopataka, 1587-ben Maako, 1808-ban Mákó h., Mákú vel Mecau val, 1861-ben Mákó, 1888-ban Makó (Mekeu), 1910-ben Mákófalva.
A 16. század végéig püspöki birtok volt, 1593-ban a jezsuiták, majd a 18. századtól kezdve már a Gyerőffyek tulajdona.
1437-ben kőegyházát, 1446, 1449, 1453-ban Péter nevű plébánosát, 1437-ben pedig név szerint felsorolva püspöki jobbágyait: Kósa György, Fábián fia Péter, Gál fia Máté, Mihály fia Péter, Gál fia János, Albert fia Péter, Járai Ábrahám, Máté fia Péter, Nagy (Magnus) Mihály, Lukács fia György, Járai Ferenc, János fia Benedek, Csercz vagy Csörcz Miklós, Albert fia Tamás, Pénzes Bereck, Verpeczes Kelemen, Szentkirályi Antal, Sipos Péter, Péter fia László, Fekete Domonkos (!), Fazzokas Gergely, Szépnejő (Zepeneyw, Zeepneyw) Benedek; majd 1500-ban Lukács Lőrinc, Tót Mihály, Kapsy László volt megnevezve püspöki jobbágyként. Később
1442–1553 között a gyalui vártartomány faluja lett. Lakosai a reformáció óta reformátusok.
A falu a trianoni békeszerződésig Kolozs vármegyéhez tartozott. 
1850-ben 545 fős lakosságából 488 magyar, míg 1992-ben 805 lakosából 789 a magyar és többségében református (733) is.
1753–1848 közötti időkből a település kilenc tanítója ismert (Sebestyén K. MtT 1979. 159).

## Látnivaló
A 14. században épült és a 18. században bővített templomát 1864-ben újjáépítették. A kőfalban található a régi templom falának maradványa 1712-es évszámmal és az építtető Magyari nevével. Egyik harangja a 14. századból, másik 1778-ból való.
A település művelődési otthona Kós Károly tervei alapján készült.